# Pizzocco
Il Pizzocco è un monte situato nel Parco nazionale delle Dolomiti Bellunesi,  a nord dei comuni di Santa Giustina e San Gregorio nelle Alpi nella provincia di Belluno. Sulla vetta principale, posta a 2186 m s.l.m., è posizionato un caposaldo trigonometrico, mentre una croce si trova su una punta poco più a sud della cresta a quota 2170 m s.l.m.

## Sentieri
La partenza viene effettuata normalmente dalla località Roncoi a circa 850 m s.l.m., nel comune di San Gregorio nelle Alpi. Si prosegue per la strada che si inerpica sulla montagna puntando in direzione del "Rifugio Ere" oppure in direzione "Bivacco Palia" prendendo successivamente per "forzela Intrigòs". Il primo sentiero è più semplice ed è possibile raggiungere il rifugio anche tramite la bicicletta, mentre il secondo è più breve ma oltre che meno panoramico, anche più impegnativo. Entrambi i sentieri si incontrano ai piedi della roccia detta "Pizzochet" per proseguire uniti fino alla cima.

## Alpinismo
L'ingresso del Pizzocco nel mondo alpinistico arriva solo nel 1934 quando Ettore Castiglioni e Bruno Detassis scalano lo spigolo nord aprendo un nuovo itinerario di VI grado, raramente ripetuto. I due percorreranno anche la cresta ovest l'anno successivo definendola bellissima ed adatta a scopi fotografici. Negli anni cinquanta la guida Gabriele Franceschini apre altri itinerari come la via dell'Amicizia ed il camino est (crollato); ma è solo nel 1959 che l'alpinismo estremo tocca questa remota montagna dolomitica. 
Gli svizzeri Schelbert e Weber, usciti dalla competizione per la direttissima alla parete nord della ovest di Lavaredo, chiudono sulla parete nord-est la loro tournée con un itinerario molto più difficile della conquista appena fatta. Tale via supera il lato sinistro della parete, lungo una lunga fascia di diedri e camini con lunghi tratti di artificiale (V+, VI e A2), ma non riescono a risolvere il problema del superamento diretto della parete.
Tale problema viene risolto solo nel 1978 da Franco Miotto e Riccardo Bee, che salgono la parete nord-est poco a destra della via degli svizzeri, superando una serie esasperante di difficoltà di VI e VI+ e con solo 3 brevi tratti di A2. Da allora altri itinerari sono stati aperti sul lato destro della parete nord, dietro lo spigolo Detassis e sulla parete sud-ovest, principalmente ad opera di alpinisti feltrini quali Cesare Levis, Giulio De Bortoli e Corrado de Bastiani, il quale precipitò dalla parete nord. Altre vie vennero aperte da Aldo de Zordi, Oldino de Paoli e Dennis Maoret negli anni novanta.

## Ascensioni
La salita del Pizzocco per la via normale dal bivacco Palìa è una meta ambita e frequentata e si svolge dapprima su sentiero, poi su tracce lungo il pendio sud. 
Le vie attraverso le pareti del monte sono saltuariamente visitate. Tra le più conosciute possiamo elencare:
- via Schwarzkopf, che sale il lato destro della parete sud-ovest, partendo dalla spaccatura a destra del grande tetto basale (350 m, V+ e A1 o VIII-);
- via dell'Amicizia, che percorre il centro della parete sud-ovest con difficoltà contenute (350 m di III e IV);
- via Levis, che percorre il colatoio sotto la perpendicolare della cima (350 m, V e VI/A0);
- cresta ovest, che sale le due cime del Pizzocco compiendo un'ascensione molto panoramica e con difficoltà contenute (300 m, III e passi di IV);
- via Castiglioni-Detassis, intesa come lo spigolo nord del Pizzocco, è un'ascensione severa e riscoperta solo recentemente, uno dei capolavori di Ettore Castiglioni. Viene ripetuta solitamente nella parte superiore, a partire dalla cengia mediana della parete nord; raramente anche la parte inferiore (750 m, V e passi di VI).
- La  via degli Svizzeri sale il lato sinistro della parete nord-est, dapprima lungo un sistema di diedri, poi traversando verso il centro ed aggirando le varie fasce strapiombanti della parete mediante due liste e poi uscendo verso sinistra poco sotto il Camino Franceschini; è un itinerario che conta pochissime ripetizioni di cui la prima solitaria di Pier Verri negli anni novanta (650 m, VI+ e A1).
- La  via dei Bellunesi è molto conosciuta, ma fino al 1993 contava solo una ripetizione parziale di Oldino de Paoli e Aldo de Zordi, saliti in occasione della ripetizione della via degli svizzeri. Si tratta di un itinerario estremo che a detta dei primi salitori presenta una roccia di qualità alterna, ora compattissima e difficilmente chiodabile, ora friabile con una continuità esasperante delle difficoltà (800 m, sviluppo 1100 m, VI sostenuto, passi di VI+ e 2 brevi tratti di A2). Parte 15 m a destra della via degli Svizzeri e prosegue per fessure e diedri fino alla cengia a metà parete, poi aggira gli strapiombi come la via precedente e ritorna al centro della parete proseguendo indipendente fino in cima.